# Curt Sørensen (politiker)
 Der er flere personer med dette navn, se Curt Sørensen (politolog).
Curt Sørensen (født 29. februar 1956, død maj 2024 i Norge) var en dansk politiker, der fra 2010 til 2013 var borgmester i Svendborg Kommune, valgt for Socialdemokratiet.
Sørensen blev i 1994 uddannet cand.phil. i nordisk sprog og litteratur fra Odense Universitet. Han arbejdede efterfølgende bl.a. som timelærer ved Mulernes Legatskole, adjunkt ved Skårup Statsseminarium og som leder af Center for Frivilligt Socialt Arbejde. Fra 2001 var han selvstændig med konsulentvirksomheden Freecomm.
Han var medlem af Svendborg Byråd fra 2006 til 2017, hvor han ikke genopstillede grundet utilfredshed med Socialdemokratiets udlændingepolitik.
Curt Sørensen var igennem mange år bosat på Thurø, men flyttede i 2021 til Norge, hvor han boede med sin hustru.